# Žejna dolina
Žejna dolina pri Hotedršici je močvirnata dolina seveozahodno od Logatca. Zaradi raznolike življenjske združbe in redkega habitata je uvrščena na seznam Natura 2000, in sicer kot posebno ohranitveno območje (POO). 

## Opis
Žejna dolina je mokrotno in ponekod kotanjasto razširjeno območje med Hotedršico, Medvedjim Brdom in Rovtarskimi Žibršami na nadmorski višini ok. 575 metrov. Skozi dolino vodi makadamska cesta, ob njej pa se razprostirajo travniki, v jugozahodnem zgornjem in osrednjem delu, kjer se dolina zoži, pa nizko barje s šotnimi mahovi. Žejski potok napaja predvsem zgornji del doline, saj deloma ponikne v Kmetovem breznu in teče razmeroma blizu površja. Brezno je raziskano v razdalji 335 in globini 15 metrov. Drugi del v velikih zavojih preplavlja osrednjo ravnico s travniki in barjem ter okrepljen s stranskimi potoki (zaradi nižje lege se v dolino steka voda z okolnih gozdnatih pobočij) teče proti Hotedršici. Kljub temu dolina večino vode dobi z dežjem; le-ta ob močnejših nalivih povsem poplavi ravnico in kot hudournik Rovtarica teče po strugi Žejskega potoka. Ob deževjih 2010 je odneslo stari jez, zato so ob koncu barja sezidali novega.

## Pomen
Območje je bilo uvrščeno na seznam Natura 2000 (številka SI3000189) kot posebno ohranitveno območje alpskega biogeografskega tipa. Je  svojevrstnen barjanski habitat na prehodnem območju, zato ga kljub karbonatni podlagi (apnenec) in bazični reakciji (pH 7-8) naseljujejo najrazličnejše travniške in barjanske vrste, tudi kisloljubne. Žejna dolina je dom nekaterih redkih rastlin in živali, predvsem pa predstavlja izredno pestro življenjsko združbo. Na travnikih je pogosta modra stožka (Molinia caerulea), na barju pa alpska mastnica in značilne močvirske rastline, kot so navadni mrzličnik, močvirska logarica (Fritillaria meleagris), močvirski munec, vodna perunika (Iris pseudacorus), beli lokvanj (Nymphaea alba), močvirska samoperka ter redka kukavičevka Loeselijeva grezovka (Liparis loeselii), poleg teh pa še razne druge kukavičevke, vodna meta (Mentha aquatica), bledi šaš (Carex pallescens), siva vrba (Salix eleagnos), zlatice in preslice. Zaradi revne prsti tu rastejo kar štiri redke mesojede rastline: dolgolistna in okroglolistna rosika, mala mešinka (Utricularia minor), ki se hrani z vodnimi bolhami, in navadna mastnica.  Raziskave alg so v Žejni dolini razkrile 118 taksonov alg, od tega 13 v Sloveniji še neizpričanih. Največ je kremenastih (Anomoensis vitrea, Aehnantes minutissima), v vodnih očesih so našli 23 vrst lepotk ter nekatere jarmovke (Mougeotia spp., Spirogyra sp., Zygnema sp.). Razmeroma veliko v primerjavi z drugimi barji je bilo modrozelenih cepljivk (Gomphosphaeria aponina, Phornidium sp., Pseudanabaena biceps, Pseudanabaena catenata, Tychonema bornetii).  Na sušnejših legah v strmini barje obraščajo rdeči bor, navadna smreka, bukev, mokovec, leska, iva in dobrovita, v širšem območju nahajamo tudi divjo češnjo in lesniko. Od živali tu bivajo metulj črtasti medvedek, rak navadni koščak in dvoživka hribski urh.